# Capcana oamenilor
The People Trap (Capcana oamenilor)  este o colecție de povestiri științifico-fantastice de Robert Sheckley din 1968. A fost publicată de Dell Publishing. 
Conține povestirile:
- "The People Trap" (The Magazine of Fantasy & Science Fiction 1968/6)
- "The Victim from Space" (Galaxy 1957/4)
- "Shall We Have a Little Talk?" (Galaxy 1965/10)
- "Restricted Area" (Amazing Stories 1953/6&7)
- "The Odor of Thought" (Star Science Fiction Stories No.2, editată de  Frederik Pohl, 1953)
- "The Necessary Thing" (Galaxy 1955/6)
- "Redfern's Labyrinth"
- "Proof of the Pudding" (Galaxy 1952/8)
- "The Laxian Key" (Galaxy 1954/11) - Cheia laxiană
- "The Last Weapon" (Star Science Fiction Stories No.1, editată de Frederik Pohl, 1953)
- "Fishing Season" (Thrilling Wonder Stories 1953/8)
- "Dreamworld"
- "Diplomatic Immunity" (Galaxy 1953/8)
- "Ghost V" (Galaxy 1954/10)